# ローロ・ピチェーノ
ローロ・ピチェーノ（伊: Loro Piceno）は、イタリア共和国マルケ州マチェラータ県にある、人口約2,100人の基礎自治体（コムーネ）。

## 地理

### 位置・広がり
マチェラータ県のコムーネ。県都マチェラータから南南西へ15km、フェルモから西へ25km、アスコリ・ピチェーノから北北西へ37kmの距離にある。

#### 隣接コムーネ
隣接するコムーネは以下の通り。括弧内のFMはフェルモ県所属を示す。
- コルムラーノ
- マッサ・フェルマーナ (FM)
- モリアーノ
- モンタッポーネ (FM)
- ペトリオーロ
- リーペ・サン・ジネージオ
- サンタンジェロ・イン・ポンターノ
- ウルビザーリア

### 気候分類・地震分類
ローロ・ピチェーノにおけるイタリアの気候分類 (it) および度日は、zona E, 2150 GGである。
また、イタリアの地震リスク階級 (it) では、zona 2 (sismicità media) に分類される。

## 行政

### 分離集落
ローロ・ピチェーノには、以下の分離集落（フラツィオーネ）がある。
- San Valentino, Borgo San Lorenzo, Varco

## 姉妹都市
- ザンクト・ニコライ・イム・ザウザル（ドイツ語版）、オーストリア - 1986